# Soirées musicales
Le Soirées musicales sono dodici canzoni per voce e pianoforte musicate da Gioachino Rossini tra il 1830 e il 1835 e pubblicate nel 1835.
Dopo il trionfo della sua ultima opera, il Guglielmo Tell, Rossini rinunciò a comporre per il teatro, ritirandosi nella sua casa di Parigi ove curò un esaurimento nervoso. Pur se gravato da questa malattia, egli non restò inattivo e compose diversi lavori di musica sacra e profana; tra questi ultimi si collocano le Soirées musicales.

## Elenco delleSoirées musicales
Otto brani sono tratti da componimenti poetici di Carlo Pepoli, il nobile fuoruscito italiano che frequentò la casa di Rossini a Parigi, e quattro da Pietro Metastasio:
- Metastasio
  - la promessa: ch'io mai vi possa lasciar d'amare/ no, no credete, pupille care…
  - il rimprovero: mi lagnerò tacendo della mia sorte amara/ oh! ma ch'io non t'ami o cara…
  - la partenza: ecco quel fiero istante/Nice, mia Nice, addio…

e il notturno a due voci:
- - la pesca: già la notte s'avvicina,/ vieni o Nice, vieni, o Nice…
- Pepoli:
  - l'arietta: l'orgia: amiamo, cantiamo le donne e i liquor, /gradita è la vita fra Bacco e Amor!
  - il bolero: l'invito: vieni, o Ruggiero, la tua Eloisa/ da te divisa no, non può restar
  - la tirolese: la pastorella delle Alpi: son bella pastorella, che scende ogni mattino,/ed offre un cestellino di pesca frutta e fior
  - la barcarola: la gita in gondola: voli l'agile barchetta,/voga, voga o marinar
  - la tarantella napoletana (uno splendido omaggio di Rossini a Napoli ed è senza dubbio il pezzo più popolare dei Soirées): La danza: già la luna è in mezzo al mare,/mamma mia, si salterà;/l'ora è bella per danzare,/chi è in amor non mancherà
  - il notturno a due voci: la  regata veneziana (in dialetto): voga, o Tonio benedetto,/voga, voga, arranca arranca
  - il notturno a due voci: la serenata: mira la bianca luce/ascosa d'un bel vel
  - il duetto: i marinari: marinaio in guardia sta/già la notte più s'imbruna

Quest'ultima composizione che chiude le Soirées, data la sua drammaticità,  attrasse l'attenzione del giovane Wagner che ne rimase affascinato;  la volle trascrivere per orchestra eseguendola in un concerto a Riga il 19 marzo del 1838. Il maestro anche con questa musica prettamente cameristica ha dato ulteriori insegnamenti per le future generazioni, ne trarranno insegnamento oltre al già citato Wagner, anche Hector Berlioz e in un futuro Giuseppe Verdi, oltre a tanti altri. Le Soirées sono pagine di musica che spaziano da un tema all'altro, dal romantico al popolaresco, dal puro lirismo fino alla drammaticità de I marinari.

## Discografia
- Renata Tebaldi (soprano), Renata Scotto (soprano), Bianca Maria Casoni (mezzosoprano), Giuseppe Nait (tenore), Teodoro Rovetta (basso-baritono) Antonio Beltrami (pianoforte), Angelicum VST 6119